# جدول حركة الجنين
جدول حركة الجنين هو رسم بياني تصنعه المرأة الحامل في مراحل الحمل المتأخرة لتسجيل نشاط الجنين. لو أنها شعرت بركلاتٍ قليلةٍ جدًا خلال فترةٍ معينة (عادةً اثنتي عشرة ساعة)، فهذا قد ينبئ بمشكلة.
دائمًا تسأل القابلات (الدايات) النساء الحوامل عن عدد ركلات الطفل خلال الاثنتي عشرة ساعة الأخيرة. يجب أن يتحرك الجنين خمس مرات كل ساعة، أو عشر مراتٍ خلال اثنتي عشرة ساعة. في الولايات المتحدة تعتبر هذه أفضل إشارةٍ على صحة الجنين خلال المرحلة الوسطى من الحمل.
قل استخدام هذا الجدول لأنه يتحول إلى روتين ممل مع الوقت، فعادةً تنسى الحوامل تسجيل نشاط الجنين في الجدول، كما أن حركات الجنين متنوعةٌ جدًا وقد تسبب قلقًا لا داعي له.

## عداد حركات الجنين
ظهرت صيحة جديدة في الولايات المتحدة بديلًا عن جدول حركة الجنين، وهي عبارة عن سوار به حبات. سوار الحمل هذا هو عداد لحركات الجنين لكن يمكن ارتداءه.
يعمل السوار بمبدأ يشبه العداد بالفعل. عندما يركل الطفل، تحرك الأم مؤشرًا في السوار. الفكرة هي أن هذا أكثر عملية من استخدام الورقة والقلم.
السواران اللذان تم الإعلان عنهما بقوة يمران الآن بمرحلة الحصول على براءة الاختراع.